# 福元悠真
福元 悠真（ふくもと ゆうま、1999年12月1日 - ）は、奈良県高市郡明日香村出身のプロ野球選手（外野手・育成選手）。右投右打。中日ドラゴンズ所属。

## 経歴

### プロ入り前
明日香村立明日香小学校2年時より明日香フレッシュジュニアーズで野球を始める。U-12日本代表にも選ばれ世界大会に出場した。聖徳中学時は奈良葛城ボーイズでプレーし、全国大会4強。
智辯学園高等学校では高校通算45本塁打。2年春の第88回選抜高等学校野球大会では全試合で4番打者を任される。2回戦の鹿児島実業高校戦では2点本塁打を放つなど活躍し、チームの初優勝に貢献した。2年夏、3年春の甲子園にも出場。3年夏は県大会準決勝で天理高校に敗れ、出場はならなかった。1学年上に村上頌樹、同学年に松本竜也がいる。
高校卒業後は大阪商業大学に進学。1年春からベンチ入りするも、1年秋から怪我に悩まされ万全な状態でプレーできない日々が続いた。4年生時には主将を務めるも怪我の状況はなかなか改善せず、ドラフト指名がなければ野球をやめることも考えていたという。2学年上に大西広樹、小野寺暖、プロでも同チームとなる橋本侑樹がいる。
2021年10月11日に行われたドラフト会議にて、中日ドラゴンズから6巡目で指名を受けた。11月12日、契約金3000万円、年俸720万円で契約した（金額は推定）。背番号は23。

### 中日時代
2022年は、7月5日に2度目の一軍合流を果たすと、7月7日の横浜DeNAベイスターズ戦（横浜スタジアム）で「3番・左翼手」としてプロ初出場・初先発出場。同試合の4打席目となる9回表に山﨑康晃からプロ初安打を記録した。7月23日に長崎ビッグNスタジアムで開催されたフレッシュオールスターゲームでは、ブライト健太の代替選手として出場し、5回無死満塁で三浦銀二から左前適時打を放つ活躍を見せた。二軍では打率.255、3本塁打、11打点という成績だった。オフの11月8日に、現状維持の推定年俸720万円で契約を更改した。
2023年はウエスタン・リーグで打率.321、2本塁打、15打点と結果を残したが一軍での出場はなかった。9月に右肩を痛め、11月に「右肩鏡視下関節唇形成術」の手術を受けた。このため、10月31日、育成選手として再契約することを前提とした戦力外通告を受けた。オフに50万円減の推定年俸670万円で契約を更改し、背番号は209に変更された。
2024年はリハビリに専念し、公式戦での出場はなかった。オフに50万円減の推定年俸620万円で契約更改。
2025年、二軍戦で実戦復帰を果たした。

## 選手としての特徴・人物
豪快なフルスイングから広角に強い打球が撃てる類い稀な長打力が魅力。中日のアマスカウト・アドバイザーを務める中田宗男は「パワーヒッターでありながら柔軟性を持ち合わせている」と評している。
大学時代は長い間右肩や右足太ももの故障に悩まされ、「（当時は）正直、自分はもうプロは厳しいと思っていました。（指名されない）覚悟もしていたので、当日はドキドキというよりも“早く始まって欲しいけれど来てほしくない”という複雑な気持ちでした。ドラフトの1週間くらい前から、眠れなかったり食欲もなくなったり。会見場も本当は（設定する）予定がなかったんですけれど、急きょ設けられて。ただ、当日までと、当日、あの場で待っている間は苦しかったですね。（ドラフトで）指名されたことは嬉しかったです。でも、指名されて終わりではなくて、むしろここからが本当の戦いだと、逆に気合いが入りました」と語っている。なお、ドラフトで指名されなかった場合は海外留学や経営者を目指すことを考えていたという。
岡本和真は智弁学園高校の3学年先輩であり、奈良県内で開かれた野球塾の同門だった。
2022年オフに一般女性と結婚している。

## 詳細情報

### 年度別打撃成績
| 年 度     | 球 団     | 試 合 | 打 席 | 打 数 | 得 点 | 安 打 | 二 塁 打 | 三 塁 打 | 本 塁 打 | 塁 打 | 打 点 | 盗 塁 | 盗 塁 死 | 犠 打 | 犠 飛 | 四 球 | 敬 遠 | 死 球 | 三 振 | 併 殺 打 | 打 率 | 出 塁 率 | 長 打 率 | O P S |
| --------- | --------- | ----- | ----- | ----- | ----- | ----- | -------- | -------- | -------- | ----- | ----- | ----- | -------- | ----- | ----- | ----- | ----- | ----- | ----- | -------- | ----- | -------- | -------- | ----- |
| 2022      | 中日      | 1     | 4     | 4     | 0     | 1     | 0        | 0        | 0        | 1     | 0     | 0     | 0        | 0     | 0     | 0     | 0     | 0     | 0     | 0        | .250  | .250     | .250     | .500  |
| 通算：1年 | 通算：1年 | 1     | 4     | 4     | 0     | 1     | 0        | 0        | 0        | 1     | 0     | 0     | 0        | 0     | 0     | 0     | 0     | 0     | 0     | 0        | .250  | .250     | .250     | .500  |

- 2024年度シーズン終了時

### 年度別守備成績
| 年 度 | 球 団 | 外野  | 外野  | 外野  | 外野  | 外野  | 外野     |
| 年 度 | 球 団 | 試 合 | 刺 殺 | 補 殺 | 失 策 | 併 殺 | 守 備 率 |
| ----- | ----- | ----- | ----- | ----- | ----- | ----- | -------- |
| 2022  | 中日  | 1     | 0     | 0     | 0     | 0     | ----     |
| 通算  | 通算  | 1     | 0     | 0     | 0     | 0     | ----     |

- 2024年度シーズン終了時

### 記録
初記録
- 初出場・初先発出場：2022年7月7日、対横浜DeNAベイスターズ10回戦（横浜スタジアム）、「3番・左翼手」で先発出場[10]
- 初打席：同上、1回表に東克樹から二ゴロ[28]
- 初安打：同上、9回表に山﨑康晃から中前安打[11]

### 背番号
- 23（2022年[8] - 2023年）
- 209（2024年[17] - ）

### 登場曲
- 「Myself」長渕剛（2022年 - ）
- 「俺の太陽」長渕剛（2022年 - ）[29]